# SP La Fiorita
Az SP La Fiorita, teljes nevén Società Polisportiva La Fiorita San Marinó-i sportegyesület, amelyet 1967-ben alapítottak. Székhelye Montegiardino városkában található.
Egyike annak a 15 csapatnak, amely a San Marinó-i labdarúgó-bajnokságot alkotja. Saját sportteleppel nem rendelkezik, edzéseit a Campo Sportivo di Montegiardinó-ban tartja, ahol a San Marinó-i labdarúgó-szövetség nem rendez bajnoki mérkőzéseket.

## Sikerei
- San Marinó-i labdarúgó-bajnokság (Campionato Sammarinese di Calcio)
  - Bajnok (2 alkalommal): 1987, 1990
  - Ezüstérmes (4 alkalommal): 1989, 1994, 1995, 1997
  - Bronzérmes (2 alkalommal): 1986, 1996

- San Marinó-i kupa (Coppa Titano)

- - Győztes (7 alkalommal): 1986, 2012, 2013, 2016, 2018, 2021, 2024
  - Ezüstérmes (2 alkalommal): 1988, 1989

- San Marinó-i szuperkupa (Trofeo Federale)
  - Győztes (3 alkalommal): 1986, 1987, 2007
  - Ezüstérmes (1 alkalommal): 1996